# Ionuț Chiva
Ionuț Chiva (n. 24 septembrie 1978) este un prozator român contemporan.

## Biografie
Ionuț Chiva s-a născut pe 24 septembrie 1978. A absolvit Facultatea de Litere din cadrul Universității din București și este membru al cenaclului Fracturi, condus de poetul Marius Ianuș. 

## Volume publicate
- 69 - Editura Polirom
- Boddah speriat - Editura Polirom